# Aeroportul Shahrekord
Aeroportul Shahrekord (IATA: CQD, ICAO: OIFS) este un aeroport din Shahrekord County⁠(d), Chaharmahal and Bakhtiari Province⁠(d), Iran ce deservește zona Shahr - e Kord. A fost deschis în 1999.
Situat la o altitudine de 2.045 m, aeroportul dispune de o singură pistă. Este operat de Iranian Airports Holding Company⁠(d).